# Anticlinura atlantica
Anticlinura atlantica é uma espécie de gastrópode do gênero Anticlinura, pertencente a família Mangeliidae.